# Ericus Finke
Ericus Finke, född 1672 i Bjälbo socken, död 28 april 1723 i Östra Ny socken, var en svensk präst i Östra Ny församling.

## Biografi
Ericus Finke döptes 5 februari 1672 på Hilltorp i Bjälbo socken. Han var son till hospitalsrättaren Eric Pedersson och Anna Larsdotter i Vadstena. Finke blev 9 oktober 1693 student vid Uppsala universitet och 1701 kollega i Linköping. Han prästvigdes 25 september 1703 till adjunkt i Eksjö landsförsamling, Eksjö pastorat. Finke blev 1705 komminister i församlingen och 1715 kyrkoherde i Östra Ny församling. Han avled 28 april 1723 i Östra Ny socken.

### Familj
Finke gifte sig 10 oktober 1705 med Maria Svensdotter Kjellman (död 1747) från Eksjö. De fick tillsammans barnen Christina (1706–1706), Anna Christina (1707–1775), Catharina (1709–1710), Sven (1711–1747), Maria Catharina (1712–1762) och Nils (1717–1742). Efter Finkes död gifte Maria Svensdotter Kjellman om sig med kyrkoherden Magnus Nystrand i Östra Ny socken.